# Mick Aston
Michael Antony "Mick" Aston (Oldbury, 1 juli 1946 –Winscombe, 24 juni 2013) was een Engels archeoloog.
Als academicus doceerde hij archeologie aan een aantal universiteiten in het Verenigd Koninkrijk, waaronder de Universiteit van Bristol en de Universiteit van Oxford. Ook hielp hij de discipline onder het Britse publiek populariseren door van 1994 tot en met 2011 als archeoloog te verschijnen in de Channel 4-televisieserie Time Team. De serie maakte Aston bekend bij het grote publiek. Zijn handelsmerken waren zijn kleurrijke wollen truien en zijn wapperende, slordige kapsel. Hij publiceerde een aantal boeken over archeologie, deels voor het academische publiek en deels voor het grote publiek.
Enkele maanden voor zijn overlijden gaf hij nog een interview aan het Dig Village project van prof. Tim Taylor, de bedenker en maker van Time Team
- Bibsys: 90371831
- Biblioteca Nacional de España: XX1473532
- Bibliothèque nationale de France: cb12128617b (data)
- CiNii: DA0065160X
- Gemeinsame Normdatei: 124609848
- International Standard Name Identifier: 0000 0001 0876 3211
- Library of Congress Control Number: n85816086
- Nationale Bibliotheek van Letland: 000027384
- Nationale Bibliotheek van Tsjechië: xx0003362
- Nationale bibliotheek van Australië: 36543228
- Nationale Bibliotheek van Israël: 987007279293605171
- Nederlandse Thesaurus van Auteursnamen: 183547861
- Istituto Centrale per il Catalogo Unico: IEIV015800
- Système universitaire de documentation: 069748721
- Virtual International Authority File: 19711868
- WorldCat: E39PBJmtBQFBpVgPR4kdrJH6Kd

1. ↑  (en)  . Gearchiveerd op 28 september 2017.